# Конодонти
Конодонти (Conodonta) су примитивни представници кичмењака. налик на јегуље. Насељавали су мора од времена касног Камбријума до краја Тријаса, када читава група изумире. Најбројнији фосилни остаци ове групе су купасте зуболике творевине, те је и назив добијен на основу речи грч. kónos — купа и грч. odóntos — зуб. Овим називом пре откривања фосила читавих оганизама називани су само зуби, али се данас за зубе употребљава назив конодонтни елементи. Конодонти (организми) се понекад називају конодонтофорама.